# Sistema tetragonal
El  sistema cristal·lí tetragonal  és un dels set sistemes cristal·lins existents en cristal·lografia. Exemples de minerals amb aquest sistema són la calcopirita o la pirolusita. 

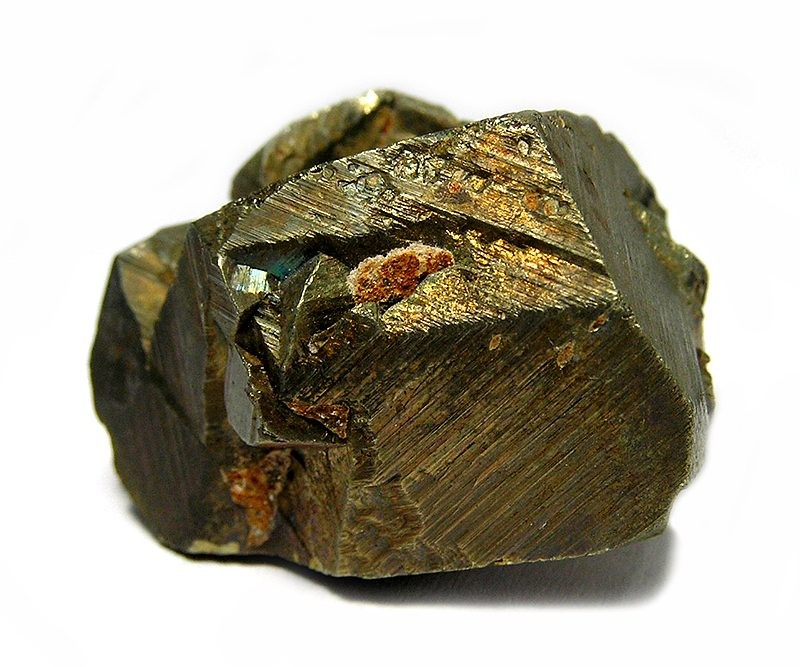
Exemplar de calcopirita.

## Forma del cristall
Es caracteritza pel fet que podríem formar la cel·la d'unitat de la xarxa cristal·lina a partir d'un cub el qual estiréssim en una de les seves direccions, de manera que quedaria un prisma de base quadrada, amb una cel·la unitat amb els tres angles rectes, essent dues de les arestes de la cel·la iguals i la tercera diferent a elles. La característica que el distingeix dels altres sis sistemes cristal·lins és la presència d'un sol eix de simetria quaternari, que pot ser binari.

## Tipus
Hi ha dues varietats principals d'aquest tipus de cristall:

tetragonal simple
tetragonal centrat

Els cristalls d'aquest sistema es classifiquen en les set classes següents:
- Diesfenoidal
- Piramidal
- Dipiramidal
- Escalenohedral
- Piramidal Ditetragonal
- Trapezohedral
- Dipiramidal-Ditetragonal